# علا ریشانی
علا ریشانی (انگلیسی: Ala Rishani؛ زادهٔ ۳۰ اکتبر ۱۹۸۷) یک ورزشکار اهل عربستان سعودی است.
از باشگاه‌هایی که در آن بازی کرده‌است می‌توان به باشگاه فوتبال الاهلی عربستان سعودی، باشگاه فوتبال الاتفاق عربستان سعودی، باشگاه فوتبال التعاون عربستان سعودی، باشگاه فوتبال الفیصلی عربستان سعودی، و تیم ملی فوتبال عربستان سعودی اشاره کرد.
وی همچنین در تیم ملی فوتبال عربستان سعودی بازی کرده است.